# David S. Broder
David Salzer Broder (ur. 11 września 1929 w Chicago Heights, zm. 9 marca 2011 w Arlington) – amerykański dziennikarz, zdobywca Nagrody Pulitzera. Związany przede wszystkim z The Washington Post, był także komentatorem telewizyjnym i wykładowcą uniwersyteckim.